# 6794 Масуісакура
6794 Масуісакура (6794 Masuisakura) — астероїд головного поясу, відкритий 26 лютого 1992 року.
Тіссеранів параметр щодо Юпітера — 3,131.